# Leopold Zeftigen
Leopold Karłowicz Zeftigen (Zeftingen, Seftigen, Saeftingen), ros. Леопольд Карлович Зефтиген (ur. 1821, zm. 1888) – złotnik i kupiec rosyjski.
Leopold Karłowicz Zeftigen był jubilerem i złotnikiem pracującym w Petersburgu, gdzie od roku 1849 jako kupiec należał do drugiej gildii kupieckiej w Petersburgu. Był właścicielem pracowni i sklepu oferującego diamentowe, złote i srebrne wyroby mieszczącego się na ulicy Morskiej w Petersburgu. W roku 1859 firma Zeftigena otrzymała tytuł Dostawcy Dworu, w roku 1861 otrzymał tytuł Rzeczoznawcy Gabinetu, a w roku 1869 – tytuł Jubilera Dworu JCW.
Po śmierci Leopolda Zeftigena firmę przejął jego syn – Juliusz Otton urodzony w roku 1861, który według źródeł w roku 1889 był członka gildii kupieckiej w Petersburgu. 
Według artykułu opublikowanego w roku 1914 w magazynie „Rosyjski Jubiler” w latach osiemdziesiątych XIX wieku firma Zeftigen uchodziła za najzamożniejsze przedsiębiorstwo jubilerskie w Petersburgu.